# (7463) Oukawamine
(7463) Oukawamine es un asteroide perteneciente al cinturón de asteroides descubierto el 20 de septiembre de 1985 por Tsutomu Seki desde el Observatorio de Geisei (Geisei, Japón).

## Designación y nombre
Designado provisionalmente como 1985 SB, fue llamado así por una altiplanicie en el límite de las prefecturas de Kochi y Ehime.

## Características orbitales
Oukawamine está situado a una distancia media del Sol de 2,433 ua, pudiendo alejarse hasta 2,847 ua y acercarse hasta 2,019 ua. Su excentricidad es 0,170 y la inclinación orbital 6,182 grados. Emplea 1386,08 días en completar una órbita alrededor del Sol.

## Características físicas
La magnitud absoluta de Oukawamine es 13,12. Tiene 6,099 km de diámetro y su albedo se estima en 0,273. 